# Джон К. Стенис (CVN-74)
USS „Джон К. Стенис“ (USS John C. Stennis, означение CVN-74) е седмият ядрен супер-самолетоносач клас „Нимиц“ на Военноморските сили на Съединените американски щати. Наречен е в чест на американския сенатор Джон Стенис, смятан за баща на съвременния американски флот. Приет е на въоръжение във Военноморските сили на 9 декември 1995 година. Негова база е Бремертън, Вашингтон.
Мисията на самолетоносача и базираното върху му военновъздушно крило (CVW-9), е да провежда продължителни бойни операции в глобален мащаб. На самолета са базирани мощни изтребители на флота F/A-18 Hornet, EA-6 Prowler, както и самолети за разузнаване и ранно оповестяване E-2 Hawkeye.
Военновъздушното крило може да унищожава вражески самолети, кораби, подводници, както и наземни цели, разположени на голямо разстояние от кораба. Използва се за подкрепа на сухопътните части, ръководене на бойни действия, защита на свои или съюзнически кораби от морски и въздушни атаки, както и да осъществява морска или сухопътна блокада. Самолетоносачът обикновено оперира в центъра на група бойни кораби на САЩ или действащи под флага на НАТО, състояща се от пет или шест кораба, под пряко командване на самолетоносача.
Целта е да се демонстрира американската военна мощ и разрешававането на кризисни ситуации по цял свят.
„Стенис“ притежава два ядрени реактора „Уестингхаус A4W“, които дават на суперструктурата неограничени възможности за пробег и му дава възможността да се придвижва от точка „А“ до точка „Б“ със скорост, близка до максималната, което е огромно тактическо предимство, недостъпно от кораби, задвижвани с дизел-генераторни турбини.
Полетната палуба на кораба е снабдена с четири парни катапулта и четири системи за принудително спиране на самолети при кацане (закачане на самолета с въже), което дава възможност за кратко време от кораба да излетят огромен брой самолети.
На борда му има повече от 3 милиона литра самолетно гориво, нужно за машините на палубата и огромно количество боеприпаси, което му дава възможност да оперира дълго време без нужда от презареждане.
На кораба е разположена сервизна част, която може да извършва пълни ремонти на летателните машини, както и работилница за ремонт на електронните компоненти.